# Molossus currentium
Molossus currentium е вид прилеп от семейство Булдогови прилепи (Molossidae). Видът не е застрашен от изчезване.

## Разпространение и местообитание
Разпространен е в Аржентина, Бразилия, Венецуела, Еквадор, Колумбия, Коста Рика, Малки далечни острови на САЩ, Никарагуа, Панама, Парагвай, Перу и Хондурас.
Обитава гористи местности, крайбрежия и плажове.

## Описание
Теглото им е около 17,8 g.